# Dinara Alimbekava
Dinara Alimbekava (blr. Дзінара Алімбекава, Abaj, 5. siječnja 1996.) bjeloruska je biatlonka.
Rodila se u kazahstanskom gradu Abaj od oca Kazahstanca i majke Bjeloruskinje, a s tri godine preselila se u Bjelorusiju. Sportom se počela baviti u gradu Čavusi.
Na Svjetskim prvenstvima za juniore sudjeluje 2015., 2016. i 2017. godine. Osvojila je zlato u štafeti i četvrto mjesto u sprintu 2015. godine.
U Svjetskom kupu debitirala je 2016. godine.
Na Olimpijskim igrama u Pjongčangu 2018. sa ženskom štafetom iznenađujuće je osvojila zlatnu medalju. Nastupila je zajedno s Darjom Domračevom, Nadeždom Skardino i Irinom Krivko. U sprintu je zauzela pedeseto mjesto, a u pojedinačnoj utrci na 15 km sedamdeset treće.